# Cantonul Gentioux-Pigerolles
Cantonul Gentioux-Pigerolles este un canton din arondismentul Aubusson, departamentul Creuse, regiunea Limousin, Franța.

## Comune
| Comune               | Populație (1999) | Cod poștal | Cod INSEE |
| -------------------- | ---------------- | ---------- | --------- |
| Faux-la-Montagne     | 366              | 23340      | 23077     |
| Féniers              | 86               | 23100      | 23080     |
| Gentioux-Pigerolles  | 376              | 23340      | 23090     |
| Gioux                | 171              | 23500      | 23091     |
| La Nouaille          | 245              | 23500      | 23144     |
| Saint-Marc-à-Loubaud | 134              | 23460      | 23212     |
| La Villedieu         | 46               | 23340      | 23264     |